# 藤井寛
藤井 寛（ふじい かん、1950年 - ）は、日本の新主流派のジャズ・ヴィブラフォン奏者。

## 略歴
1950年、愛媛県愛南町御荘平城出身。 ミルト・ジャクソンの演奏に触発され、1968年、明治大学在学中に平岡精二に師事し、ヴィブラフォンを始める。その平岡の最後の弟子として可愛がられ、ジャスピリッツをしっかりと受け継ぎ、さらに持ち前のスピード感でデビュー当時に和製ボビー・ハッチャーソンと言わしめたスケール感覚の持主。1971年頃から細野義彦カルテットに参加、ピットインを中心にライブ活動を開始する。ハーブ太田、東京ホットクラブバンド、原田やすしHIS GANG、バイソン片山カルテットなどのグループで活躍。新宿ピットイン時代を除くと、長らくサイドメンとしての活動が主体だったが、1995年に初リーダーアルバムをリリースする。
現在は花岡詠二スイング五重奏団や、高嶋宏ソウルミーティングなどのグループに参加し、ライブやコンサートなどで活動している。 

## ディスコグラフィー

### リーダーアルバム
- Parker's Mood(Cab Records) 1995年
- Meets 北里典彦(Cab Records) 1995年
- Collaboration(赤坂工芸音研) 2002年
- Collaboration 2: Whisper Not(赤坂工芸音研) 2005年